# 村田四郎

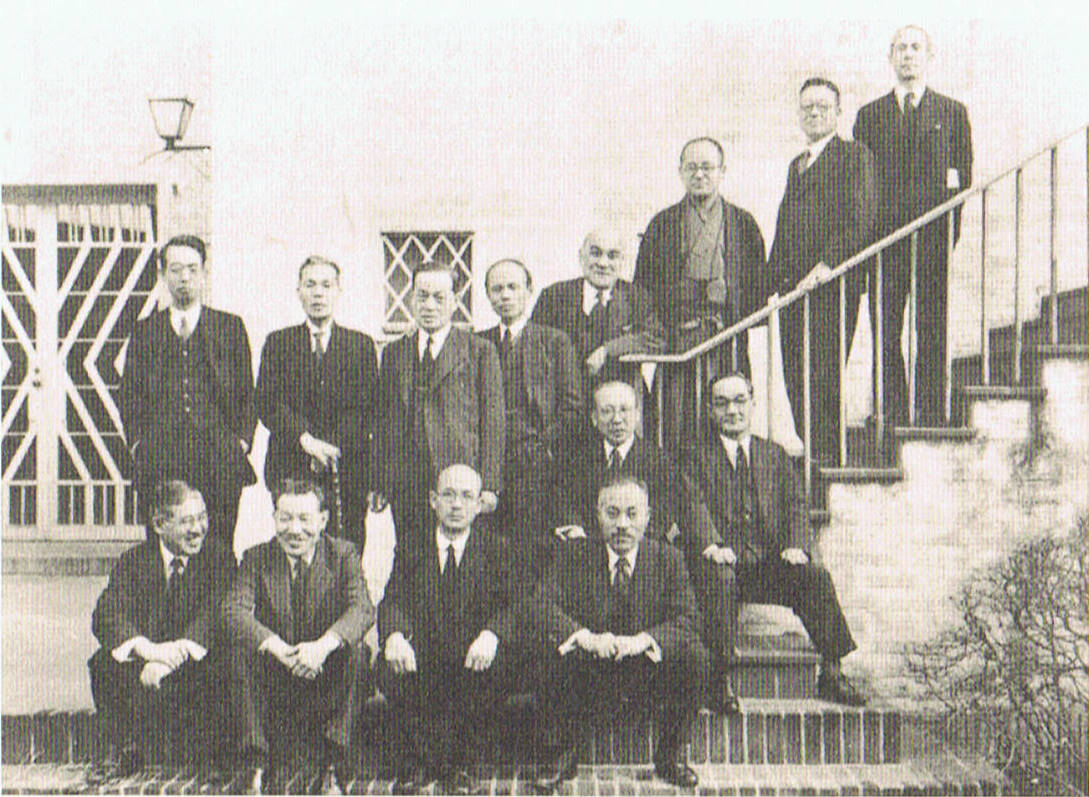
日本基督教団合同前の日本基督教会代表の準備委員 後列左より，熊野義孝，三吉務，富田満，小野村林蔵，佐波亘，浅野順一，飯島誠太，堀内友四郎、
前列左より，今村好太郎，村田四郎，金井為一郎，村岸清彦

村田 四郎（むらた しろう、1887年9月2日 - 1971年2月7日）は、日本の神学者、牧師、明治学院5代目院長。

## 経歴
村田沰冶の四男として山口県吉敷郡山口に生まれた。1911年6月明治学院神学部を卒業した。その後1912年9月に渡米してオーバン神学校で学んだ。1916年に帰国し、大阪同志館神学校教授に就任した。1918年に母校の明治学院に来任し、翌年中学部長となる。しかし、1920年に起きた中学部同盟休校事件の責任をとり部長を辞任し、朝鮮の大邱教会牧師となった。
1925年に明治学院に戻り、神学部で基督教史を担当した。1930年の明治学院神学部廃止後日本神学校教授となり、1933年に同校校長となる。さらに1943年、日本東部神学校初代校長に就任し、翌年日本基督教団教学局長に転じた。
1948年4月、矢野貫城の後継者として、明治学院第5代目院長になる。翌年には明治学院大学学長を兼任した。1953年に指路教会牧師、1955年に日本聖書協会理事長に就任。1957年3月明治学院院長を辞任。1959年に関東学院大学神学部教授となった。1970年にキリスト教功労者を受賞。
1971年2月7日、脳溢血により自宅で死去。葬儀は横浜指路教会、明治学院、日本聖書教会の合同葬として横浜指路教会で行われた。